# Powiat szydłowiecki
Powiat szydłowiecki – polski powiat znajdujący się w województwie mazowieckim z siedzibą w Szydłowcu, reaktywowany w 1999 w ramach reformy administracyjnej. Od północy graniczy z powiatem przysuskim i radomskim, od wschodu ze starachowickim, od zachodu z koneckim, a od południa ze skarżyskim. Południową, zachodnią i częściowo wschodnią granicę powiatu szydłowieckiego stanowi granica województwa mazowieckiego ze świętokrzyskim. Gospodarkę tworzy głównie rolnictwo, następnie przemysł, handel i usługi. Ważnym działem gospodarki jest turystyka, zwłaszcza w gminach Szydłowiec i Chlewiska. Według opublikowanych przez GUS danych z 3,1 tys. osób pozostających bez zatrudnienia w kwietniu 2022 był powiatem o najwyższej stopie bezrobocia w Polsce (21,7%).
Według danych z 31 grudnia 2019 powiat zamieszkiwały 39 672 osoby. Natomiast dane z 30 czerwca 2020 wskazują liczbę 39 547 osób.

## Podział administracyjny
W skład powiatu wchodzą:
- gminy miejsko-wiejskie: Szydłowiec, Jastrząb;
- gminy wiejskie: Chlewiska, Mirów, Orońsko;
- miasta: Szydłowiec, Jastrząb;

| Gmina                     | Liczba ludności (2006) | Powierzchnia       |
| ------------------------- | ---------------------- | ------------------ |
| Szydłowiec (w tym miasto) | 19 390 (62,3%)         | 138,15 km² (15,8%) |
| Chlewiska                 | 6244                   | 124,2 km²          |
| Jastrząb                  | 5059                   | 54,79 km²          |
| Mirów                     | 3805                   | 53,05 km²          |
| Orońsko                   | 5723                   | 81,91 km²          |
| Razem                     | 40 204                 | 452,22 km²         |

W obrębie powiatu znajdują się 2 miasta i 98 miejscowości wiejskich, w 85 sołectwach.

### Zmiany terytorialne
- 1 stycznia 2000 – secesja miejscowości Pogorzałe i Skarżysko Książęce (gm. Szydłowiec) i włączenie w granice administracyjne Skarżyska-Kamiennej (woj. świętokrzyskie).
- 1 stycznia 2004 – Kierz Niedźwiedzi przechodzi do woj. świętokrzyskiego, pow. skarżyskiego, gm. Skarżysko Kościelne.

## Geografia
Powiat szydłowiecki położony jest na pograniczu różnych regionów (fizycznogeograficznych, administracyjnych, historycznych) co przyczynia się do różnorodności naturalnej i kulturowej. Obszar powiatu jest ściśle związany z regionem świętokrzyskim i Radomiem co powoduje pewną odmienność od mazowieckiej części województwa.
Powiat leży w przeważającej części na Przedgórzu Iłżeckim, południowo-wschodni obszar zajmuje Garb Gielniowski. Obie te jednostki wchodzą w skład Wyżyny Kieleckiej, która jest częścią Wyżyny Małopolskiej. Niewielkie północne skrawki w gminie Orońsko pokrywa Równina Radomska, część Wzniesień Południowomazowieckich, Nizin Środkowopolskich.
Historycznie oraz kulturowo terytorium powiatu znajduje się w Małopolsce, w ziemi sandomierskiej. Potocznie powiat szydłowiecki nazywany jest ziemią szydłowiecką, leżącą na Mazowszu, co jednak nie jest prawdą, gdyż nazwy jednostek podziału administracyjnego zwykle nie odzwierciedlają etnograficznego podziału na regiony.
Przechodząca przez powiat granica regionów powoduje duże zróżnicowanie wysokościowe terenu. Garb Gielniowski to pas wzniesień zbudowanych z piaskowców, które licznie występują w okolicach Szydłowca. Najwyższe wzniesienia przekraczają 300 m n.p.m., m.in. Altana (408 m n.p.m.), która jest najwyższym wzniesieniem w województwie mazowieckim, Cymbra (378 m n.p.m.) oraz Skłobska Góra (347 m n.p.m.). Przedgórze Iłżeckie to liczne grzbiety zbudowane ze skał wapienno-marglistych, w których rozwijają się zjawiska krasowe, widoczne niekiedy na powierzchni w postaci lejów i zapadlisk. Równina Radomska to głównie obszar rolniczy, słabo porośnięty lasami. Na terytorium powiatu przeważają tereny lekko faliste.
Powiat szydłowiecki pod względem geologicznym zbudowany jest głównie z osadów mezozoicznych okresu jurajskiego oraz utworów trzeciorzędowych. Występują tu liczne surowce mineralne takie jak: ruda żelaza, wapień, margiel, piaskowiec, gliny ogniotrwałe i ceramiczne oraz żwiry i piaski. Na terenie powiatu dominują gleby średniej i słabej jakości, klas V i VI bielicowe na podłożu kamiennym, piaszczystym i gliniastym. W powiecie występują także na niewielkich obszarach gleb brunatnych i rędzin mieszanych.
Terytorium powiatu szydłowieckiego znajduje się w dorzeczu Wisły. Średnia zasobność wód podziemnych, wykorzystywana jest w rolnictwie i przemyśle. Większość obszaru leży w zlewni rz. Radomki. Główną oś hydrograficzną powiatu stanowi rzeka Szabasówka z dopływami: Korzeniówką, Jabłonicą i Oronką. Swoje źródła mają na terenie powiatu: Oleśnica, Iłżanka i Kamienna. Największe zbiorniki wodne to zalewy w Koszorowie, Szydłowcu, Chlewiskach, Jastrzębiu i Aleksandrowie. Inne mniejsze to m.in. stawy w Łaziskach, Orłowie, Mirowie Starym, Orońsku, Szydłowcu oraz fosa w Parku Radziwiłłowskim.
Powiat szydłowiecki położony jest w strefie umiarkowanej, kontynentalnej. Średnia temperatura powietrza w styczniu waha się od –4 do –3 °C. zaś w lipcu najczęściej odnotowywaną miarą jest 18 °C. Średnia temperatura roczna w powiecie wynosi około 7 °C. W regionie można dostrzec przejściowość klimatu Polski pomiędzy wpływem oceanu i kontynentu. Powiat szydłowiecki leży w strefie klimatycznej, gdzie dominują czynniki kontynentalne. Toteż roczna średnia opadów atmosferycznych na tym obszarze waha się między 500 a 400 mm wody. Dość zapuszczona w głąb Polski strefa wpływu klimatu morskiego wpływa na ten obszar stosunkowo długim okresem wegetacyjnym roślin, od około 200 do 210 dni.

## Demografia

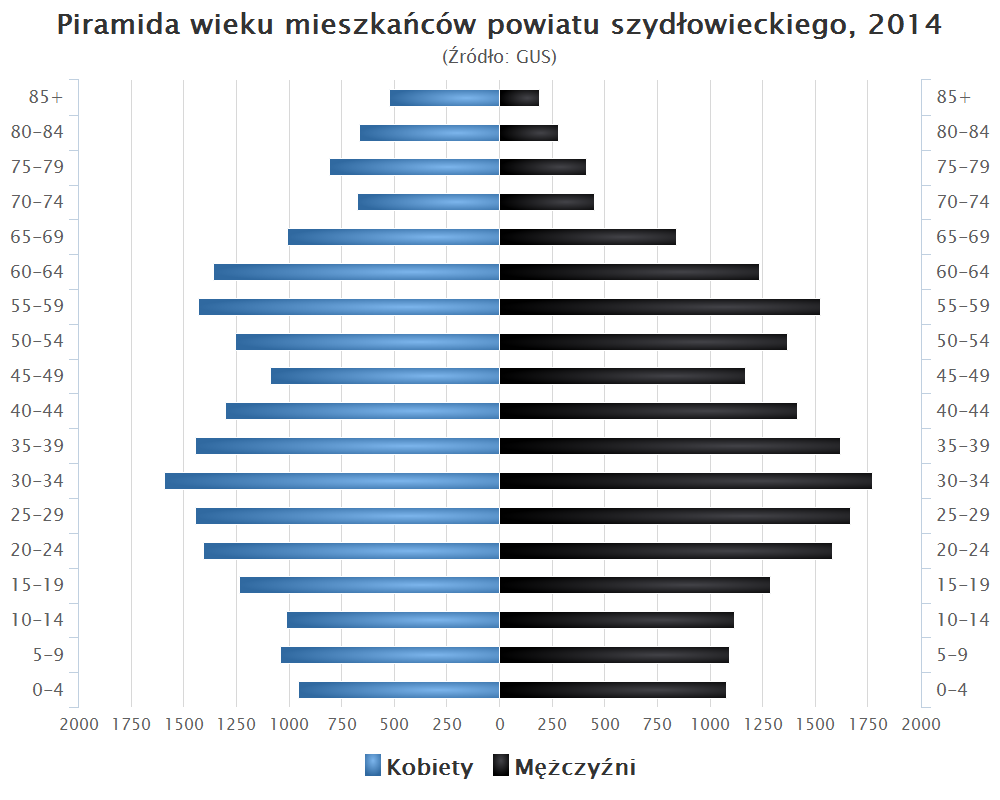
Piramida wieku mieszkańców powiatu szydłowieckiego w 2014

Liczba ludności (dane z 30 czerwca 2005):
|        | Ogółem | Ogółem | Kobiety | Kobiety | Mężczyźni | Mężczyźni |
| osób   | %      | osób   | %       | osób    | %         |           |
| ------ | ------ | ------ | ------- | ------- | --------- | --------- |
| Ogółem | 40 204 | 100    | 20 367  | 50,66   | 19 837    | 49,34     |
| Miasto | 12 118 | 30,14  | 6140    | 15,27   | 5978      | 14,87     |
| Wieś   | 28 086 | 69,86  | 14 227  | 35,39   | 13 859    | 34,47     |

▶Wieś vs ▶miasto
Ogółem (▶k, ▶m)
Miasto (▶k, ▶m)
Wieś (▶k, ▶m)

## Historia
Pierwsze formalne związki miasta z najbliższą okolicą zaczynają się już w 1553, kiedy to Mikołaj Radziwiłł utworzył hrabstwo szydłowieckie. Hrabstwo ostatecznie zostało zniesione w 1828, w wyniku sprzedaży dóbr szydłowieckich skarbowi Królestwa Polskiego. Powiat szydłowiecki istniał w latach 1809–1866 i obejmował dobra rządowe samsonowskie, suchedniowskie i bodzentyńskie, a więc poważną część Staropolskiego Okręgu Przemysłowego. W kilka lat później Szydłowiec stał się siedzibą nadleśnictwa oraz dyrekcji obwodu górniczego.
Powiat szydłowiecki reaktywowano 1 października 1954 w województwie kieleckim, jako jeden z pierwszych powiatów utworzonych tuż po wprowadzeniu gromad w miejsce dotychczasowych gmin wiejskich (29 września 1954) jako podstawowych jednostek administracyjnych Polski. Na powiat szydłowiecki złożyły się 1 miasto i 22 gromady, które wyłączono z dwóch powiatów w województwie kieleckim (w praktyce gromady te należały do tych powiatów przez zaledwie dwa dni). Do nowo utworzonego powiatu włączono, z radomskiego: miasto Szydłowiec oraz gromady Barak, Chronów-Kolonia, Gąsawy Rządowe, Jastrząb, Kowala, Majdów, Mirów Stary, Młodocin Większy, Orońsko, Ostałówek, Pogroszyn, Rogów, Ruda Wielka, Śmiłów, Wałsnów, Wierzbica, Wola Lipieniecka, Wysoka i Zdziechów. Zaś z koneckiego gromady Chlewiska, Huta i Pawłów.
1 stycznia 1956 gromady Kowala i Młodocin (Większy) powróciły do powiatu radomskiego (gromadę Młodocin zlikwidowano 31 grudnia 1961). 1 stycznia 1959 zniesiono gromadę Barak a jej obszar włączono do gromady Śmiłów. 31 grudnia tego roku zniesiono gromady Rogów (włączono do gromad Mirów i Gąsawy Rządowe), Wola Lipieniecka (włączono do gromad Wałsnów i Jastrząb) i Zdziechów (włączono do gromad Śmiłów i Wysoka). 31 grudnia 1961 siedzibę gromady Chronów przeniesiono z Chronowa-Kolonii do Łazisk, a siedzibę gromady Śmiłów przeniesiono ze Śmiłowa do Szydłowca; nazwy jednostek zmieniono na gromada Łaziska i gromada Szydłowiec; tego dnia zniesiono też gromadę Wałsnów jej obszar włączono do gromad Chronów, Jastrząb i Orońsko. 1 stycznia 1969 do powiatu szydłowieckiego przyłączono gromadę Skarżysko Książęce z powiatu iłżeckiego.
Po zniesieniu gromad i reaktywacji gmin z dniem 1 stycznia 1973 powiat szydłowiecki podzielono na 1 miasto i 7 gmin: miasto Szydłowiec oraz gminy Bliżyn, Chlewiska, Jastrząb, Mirów, Orońsko, Szydłowiec i Wierzbica.
Po reformie administracyjnej obowiązującej od 1 czerwca 1975 terytorium zniesionego powiatu szydłowieckiego włączono do nowo utworzonego województwa radomskiego, oprócz gminy Bliżyn, która pozostała w województwie kieleckim (mocno zmniejszonym). Wraz z reformą administracyjną z 1999 przywrócono w województwie mazowieckim powiat szydłowiecki o obszarze mniejszym od granic z 1975 (gmina Wierzbica znalazła się w powiecie radomskim w tymże województwie a gmina Bliżyn w powiecie skarżyskim w województwie świętokrzyskim). Porównując obszar dzisiejszego powiatu szydłowieckiego z obszarem z 1954, można zauważyć, że niektóre tereny znajdują się obecnie w powiatach radomskim i przysuskim.

## Turystyka

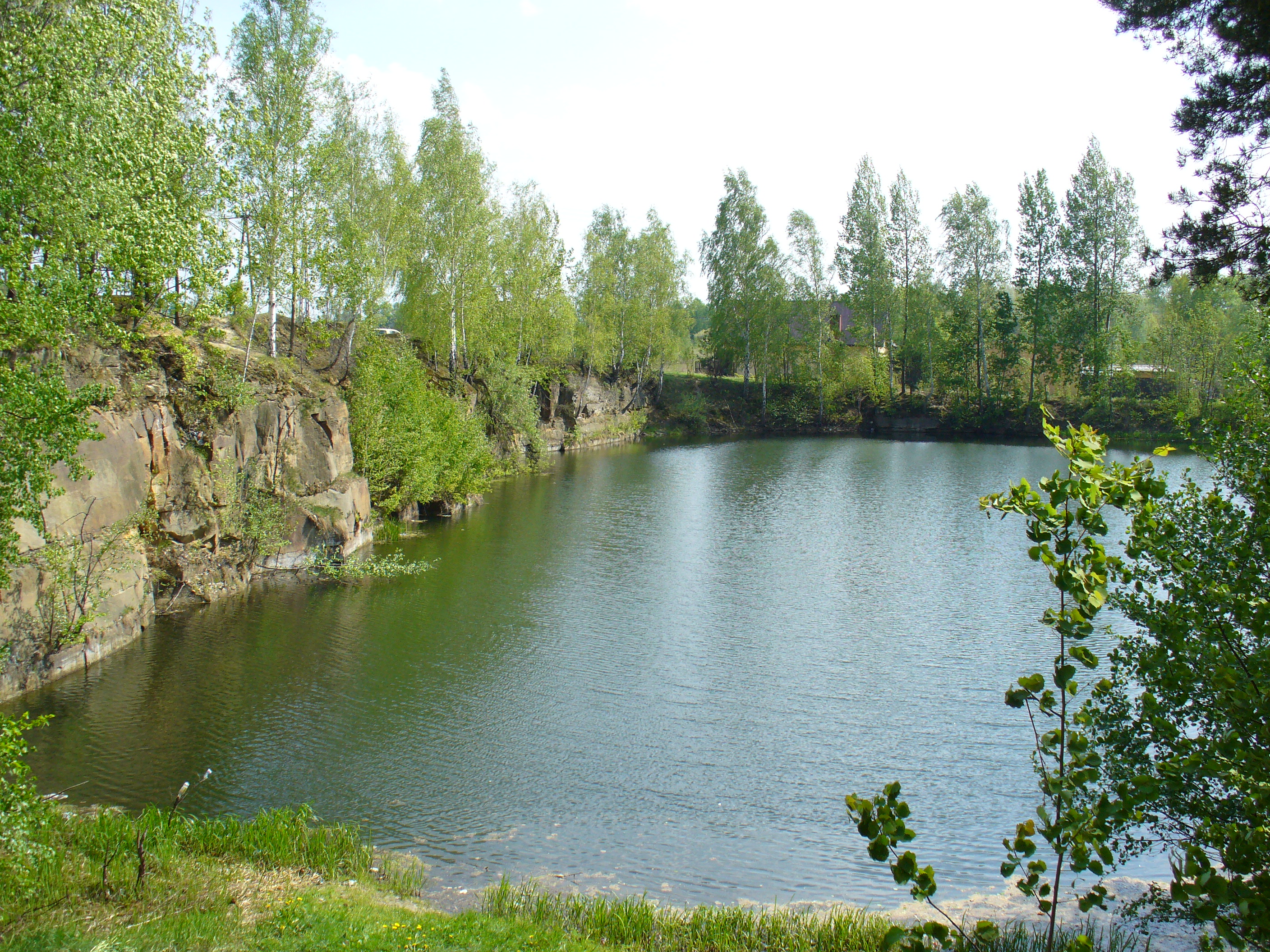
Kamieniołom „Podkowiński”, historyczne miejsce wydobycia piaskowca

Powiat szydłowiecki należy do terenów atrakcyjnych turystycznie i kulturowo w województwie mazowieckim. Występują tu liczne obiekty świadczące o bogatym dziedzictwie historycznym obszaru i położeniu w dawnej Puszczy Świętokrzyskiej. Atrakcje turystyczne stanowią nieczynne kamieniołomy, parki, pomniki przyrody, miejsca pamięci, a także historyczne obiekty przeszłości.

### Zabytki
Świadectwa historycznej przeszłości powiatu znajdują się głównie w gminach: Chlewiska, Orońsko oraz Szydłowiec. Historia wielu miejscowości leżących na obszarze powiatu sięga Średniowiecza. Miejscowości te zawdzięczają swój rozwój eksploracji bogactw naturalnych, głównie kamienia piaskowca i rud żelaz, a następnie w późniejszym czasie rozwojowi przemysłu piwowarskiego, garbarskiego i metalowego.
Zespół urbanistyczny Szydłowca należy do najbardziej oryginalnych w regionie, poprzez monumentalne budowle: kościoła farnego, ratusza i zamku (zaliczanych do I grupy weryfikacyjnej) oraz nietypowego historycznego układu ulic, który pomimo dużych przekształceń w XIX i XX w., zachował swój średniowieczny charakter. Do innych zabytków na terenie miasta należą: kirkut, który jest największym cmentarzem żydowskim w subregionie, cmentarz parafialny, mieszczący kwatery żołnierzy z I i II wojny światowej oraz liczne kamieniołomy z Górą Trzech Krzyży.
W Orońsku swoją siedzibę ma Centrum Rzeźby Polskiej, które zajmuje XIX-wieczny zespół pałacowo-parkowy. Składa się on z odrestaurowanych budynków: pałacu, oficyny, kaplicy, oranżerii i zabudowań gospodarczych. Dworek związany jest z osobą Józefa Brandta, gdzie tworzył i prowadził szkołę przez większą część życia.
W siedzibie gminy Chlewiska są: kościół św. Stanisława, wzniesiony na początku XVI w. na miejscu pierwszego z 1121, pałac obronny, dawny zamek rodu Chlewiskich wzniesiony w późnym średniowieczu, kapliczka na wyspie z figurą św. Jana Nepomucena oraz Huta żelaza, wybudowana w 1882–1892 przez Francuskie Towarzystwo Metalurgiczne.
Inne zabytki na terenie powiatu to kościoły w Jastrzębiu i Wysokiej, pałac w Łaziskach oraz park wiejski w Mirowie Starym

### Przyroda
Południowa część powiatu to liczne lasy, rezerwaty i tereny rekreacyjne. 
- rezerwaty przyrody – powierzchnia łączna 211 ha,
- obszary chronionego krajobrazu – pow. 18,4 tys. ha,
- pomniki przyrody – 30 okazów

W skład rezerwatów przyrody wchodzą: rezerwat „Polesie” na terenie gminy Chlewiska oraz rezerwaty „Cis A” i „Cis B” w pobliżu Majdowa w gminie Szydłowiec. Dwa ostatnie, o powierzchni 9,25 ha i 6,1 ha, utworzono w 1953 dla ochrony naturalnego środowiska cisa. Rosnące na wilgotnych terenach cisy w formie drzewiastej i krzewiastej dorastają do 9 m wysokości.
Na terenie gminy Mirów prowadzone są prace nad ustanowieniem rezerwatu „Góra Piekło”. Ma on zostać utworzony w celu zachowania unikatowych form skałkowych zbudowanych z piaskowców środkowo-jurajskich z oryginalnymi formami skalnymi, takimi jak: platformy, progi, występy i bloki oraz chronioną roślinnością: podrzenia żebrowca i widłaków.
Obszary chronionego krajobrazu tworzą duży kompleks leśny zwany Lasami Przysusko-Szydłowieckimi. W kompleksie występują różne gatunki drzew, takie jak: sosna, jodła, buk zwyczajny, modrzew polski, jawor, dąb szypułkowy. Większość lasów na terenie powiatu, wchodzi w Obręb Leśny Szydłowiec, nadleśnictwa Skarżysko.
Na terenie powiatu występują liczne pomniki przyrody, w gminie Orońsko znajduje się zabytkowy park z czarną olchą oraz pomnik przyrody ożywionej – aleja z XIX-wiecznymi lipami, jesionami i klonami. Szczególnie atrakcyjne krajobrazowo są okolice Aleksandrowa, Borek, Huty, Leszczyn i Majdanek, gdzie występują liczne cisy, dęby oraz lipy szerokolistne, pochodzące z XVII w. Natomiast w gminie Szydłowiec znajduje się duży kompleks leśny z XIX-wiecznymi bukami, klonami, jaworami.

### Miejsca pamięci
W powiecie szydłowieckim istnieje wiele miejsc pamięci, które są ściśle powiązane z wojskami, przemierzającymi ten teren. Większość z nich pochodzi z okresu powstania styczniowego i II wojny światowej.
Obiekty tego typu znajdują się w miejscowościach: Barak, gdzie 8 września 1939 36 DP rez. stoczyła zaciętą potyczkę z oddziałami 2 DL Wehrmachtu, Antoniów, gdzie 21 sierpnia 1944 oddział Wybranieckich AK stoczył zwycięską bitwę z oddziałami niemieckimi, Ciechostowice, gdzie miała miejsce bitwa partyzantów z wojskami niemieckimi, Guzów, gdzie w 1607 stoczono bitwę wojsk koronnych z rokoszanami, Skłoby, gdzie hitlerowcy dokonali pacyfikacji wsi 11 kwietnia 1940, zabijając 261 mieszkańców i paląc wszystkie zagrody, Stefankowie, gdzie 22 kwietnia 1863 doszło do zwycięskiej potyczki powstańców z wojskami rosyjskimi.

### Szlaki
Przez teren powiatu przebiega  szlak Partyzancki łączący Szydłowiec, Chlewiska, Ruski Bród, Anielin oraz Inowłódz. Szlak rozpoczyna się na cmentarzu partyzanckim pod Skarbową Górą, przebiega przez lasy jodłowe Garbu Gielniowskiego oraz sosnowe bory Puszczy Pilickiej. Na trasie znajdują się miejsca związane z walkami oddziału dowodzonego przez mjra „Hubala” i innych oddziałów partyzanckich z czasów II wojny światowej, jak również liczne zabytki architektury obronnej i sakralnej.
Władze powiatu wprowadziły w 2007 sieć 10 szlaków rowerowych, polegającą na stworzeniu jednolitego systemu identyfikacji szlaków oraz współpracy ze Stowarzyszeniem Rozwoju Ziemi Szydłowieckiej. W ramach projektu utworzono kilka szlaków rowerowych:
- I szlak pomarańczowy, dł. 23 km (33 km): Szydłowiec-Kolejowa → Szydłowiec PKP → Sadek → Barak → (Skarbowa G.) → Szydłowiec-Podgórze
- II szlak zielony, dł. 20 km (32 km): Szydłowiec-St. Wieś → Budki II → Hucisko → Leszczyny → Huta → Aleksandrów → (Antoniów) → Budki I → Szydłowiec-Zalew
- III szlak żółty, dł. 24 km: Szydłowiec-Książek → Budki I → Aleksandrów → Chlewiska → Koszorów → Szydłowiec-Wymysłów
- IV szlak fioletowy, dł. 37 km: Szydłowiec-Podzamcze → Pawłów → Chlewiska → Stefanków → Skłoby → Nadolna → Rzuców → Smagów → Jabłonica → Zawonia → Ostałów → Broniów → Krawara → Marywil → Szydłowiec-Praga
- V szlak niebieski, dł. 38 km: Szydłowiec-Centrum → Wysocko → Krzcięcin → Wilcza Wola → Korzyce → Pogroszyn → Koryciska → Omięcin → Zaborowie → Chałupki Łaziskie → Łaziska → Ciepła → Świniów → Zdziechów → Szydłowiec-Irena
- VI szlak granatowy, dł. 25 km: Szydłowiec-Wschód → Szydłówek → Śmiłów → Gąsawy Rządowe-Kurkoć → Gąsawy Plebańskie → Jastrząb → Lipienice D. → Lipienice G. → Wola Lipieniecka Mała → Wola Lipieniecka Mała → Kuźnia → Jastrząb → Orłów → Szydłówek → Szydłowiec-Centrum
- VII szlak seledynowy dł. 37 km: Szydłowiec-Centrum → Szydłowiec-PKP → Gąsawy Rządowe → Bieszków Dolny → Rogów → Zbijów Duży → Kierz Niedźwiedzi → Sadek → Szydłowiec-Polanki
- VIII szlak różowy dł. 24 km: Szydłowiec-Centrum → Majdów → Ciechostowice → Hucisko → Budki II → Szydłowiec-Książek
- IX szlak czerwony dł. 60 km: Szydłowiec-Centrum → Zdziechów → Ciepła → Łaziska → Orońsko → Helenów → Tomaszów → Śniadków → Dobrut → Wola Lipeniecka Mała → Nowy Dwór → Mirówek → Mirów → Rogów → Bieszków → Gąsawy Plebańskie → Jastrząb → Orłów → Szydłówek → Świerczek → Szydłowiec-Irena
- X szlak czarny dł. 57 km: Szydłowiec-Centrum → Hucisko → Leszczyny → Huta → Chlewiska → Stanisławów → Cukrówka → Smagów → Zawonia → Pogroszyn → Omięcin → Zaborowie → Zastronie → Wysocko → Długosz → Szydłowiec-Praga

## Transport

### transport drogowy
- Główną arterią powiatu jest droga krajowa nr 7 (E77) (Gdańsk → Warszawa → Kraków → Chyżne). Część tej trasy tworzy obwodnicę Szydłowca i krzyżuje się na wysokości miejscowości Szydłówek z drogą wojewódzką nr 727 (Klwów → Przysucha → Szydłowiec → Wierzbica). Odcinek Szydłowiec → Wierzbica tej trasy jest przystosowany do ruchu ciężarowego.

- Drogi powiatowe:
  - 34301 (Rzuców → Cukrówka → Pawłów)
  - 34305 (Rzuców → Ostałów → Krzęcin)
  - 34308 (Chustki → Wysoka → Korzyce → Wieniawa)
  - 34310 (Ostałów-Kresy → Borkowice)
  - 34311 (Chlewiska → Cukrówka → Ostałów → Korzyce)
  - 34312 (Chlewiska → Nadolna → Borkowice)
  - 34313 (Szydłowiec-Książek → Aleksandrów → Niekłań Wielki → Stąporków)
  - 34315 (Chlewiska → Aleksandrów → Huta → Mroczków)
  - 34316 (Ruski Bród → Skłoby → Stefanków)
  - 34401 (Chronów-Kolonia Górna → Wawrzyszów → Wolanów)
  - 34467 (Wierzbica → Mirów → Mirzec)
  - 34471 (Orońsko → Kowala)
  - 34472 (Orońsko → Wierzbica)
  - 34474 (Dobrut → Lipienice)
  - 34475 (Jastrząb → Kolonia Kuźnia)
  - 34476 (Jastrząb → Gąsawy Rządowe)
  - 34477 (Szydłowiec → Gąsawy Rządowe → Mirów → Osiny)
  - 34478 (Barak → Sadek → Zbijów Duży → Trębowiec)
  - 34479 (Szydłowiec → Sadek → Szydłowiec-stacja kolejowa)
  - 34481 (Szydłowiec-Książek → Majdów → Bliżyn)
  - 34482 (Ciechostowice → Łazy)
  - 34483 (Szydłowiec-Praga → Krzęcin → Omięcin → Mniszek)
  - 34484 (Zaborowie → Omięcin → Wieniawa)
  - 34485 (Zastronie → Zaborowie → Łaziska)
  - 34486 (Szydłowiec-Irena → Zdziechów → Ciepła → Łaziska)
  - 34487 (Wałsnów → Ciepła)
  - 34488 (Orońsko → Łaziska → Wolanów)
  - 34489 (Łaziska → Chronów-Kolonia Górna → Guzów)
  - 34490 (Chronów-Kolonia Górna → Mniszek)
  - 34491 (Orońsko → Guzów → Wolanów)

### Kolej
Przez powiat przechodzą dwie zelektryfikowane linie kolejowe pierwszego rzędu. Pierwszą z nich jest linia relacji Warszawa → Radom → Kielce → Kraków. Na terenie powiatu znajdują się trzy stacje tej linii: Gąsawy, Jastrząb i Szydłowiec. Druga to linia relacji Radom → Tomaszów Mazowiecki → Koluszki, która posiada jedną stację na terenie tego powiatu, w Chronowie.

## Samorząd
| Starosta | Starosta                                   | Starosta                                                      | Starosta                                                        | Starosta          | Starosta    | Starosta   | Wicestarosta                                          | Wicestarosta      | Wicestarosta      | Wicestarosta | Wicestarosta |
| #        | zdjęcie                                    | imię i nazwisko                                               | okres                                                           | okres             | okres       | gmina      | imię i nazwisko                                       | okres             | okres             | okres        | gmina        |
| #        | zdjęcie                                    | imię i nazwisko                                               | od                                                              | do                | dni         | gmina      | imię i nazwisko                                       | od                | do                | dni          | gmina        |
| -------- | ------------------------------------------ | ------------------------------------------------------------- | --------------------------------------------------------------- | ----------------- | ----------- | ---------- | ----------------------------------------------------- | ----------------- | ----------------- | ------------ | ------------ |
| 1.       |                                            | Roman Bogusław Woźniak (ur. 1961) PSL                         | 1 stycznia 1999                                                 | 27 listopada 2002 | 1426        | Orońsko    | Roman Środa (1947–2022) UP                            | 1 stycznia 1999   | 27 listopada 2002 | 1426         | Szydłowiec   |
| 2.       |                                            | Andrzej Szymon Woda (ur. 1949) Wspólnota Ziemi Szydłowieckiej | 27 listopada 2002                                               | 22 września 2003  | 299         | Szydłowiec | Cezary Włodzimierz Sierawski (ur. 1963) Samoobrona RP | 27 listopada 2002 | 22 września 2003  | 299          | Jastrząb     |
| 3.       |                                            | Józef Figarski (ur. 1958) PSL                                 | 22 września 2003                                                | 27 listopada 2006 | 1162        | Orońsko    | Anna Łękawska (ur. 1953) SLD – UP                     | 22 września 2003  | 27 listopada 2006 | 1162         | Szydłowiec   |
| 4.       |                                            | Włodzimierz Górlicki (ur. 1955) UED                           | 27 listopada 2006                                               | 31 stycznia 2024  | 6274        | Szydłowiec | Roman Bogusław Woźniak (ur. 1961) PSL                 | 27 listopada 2006 | 8 marca 2017      | 3754         | Orońsko      |
| 4.       | Adam Mieczysław Włoskiewicz (ur. 1956) PSL | Włodzimierz Górlicki (ur. 1955) UED                           | 27 listopada 2006                                               | 31 stycznia 2024  | 6274        | Szydłowiec | 8 marca 2017                                          | 19 listopada 2018 | 621               | Szydłowiec   |              |
| 4.       | Anita Elżbieta Gołosz (ur. 1973) PO        | Włodzimierz Górlicki (ur. 1955) UED                           | 27 listopada 2006                                               | 31 stycznia 2024  | 6274        | Szydłowiec | 19 listopada 2018                                     | nadal             | 2400              | Mirów        |              |
| 5.       | Anita Elżbieta Gołosz (ur. 1973) PO        |                                                               | Barbara Majewska (ur. 1966) PSL                                 | 1 lutego 2024     | 6 maja 2024 | 95         | 19 listopada 2018                                     | nadal             | 2400              | Mirów        | Szydłowiec   |
| 6.       | Anita Elżbieta Gołosz (ur. 1973) PO        |                                                               | Robert Maciej Górlicki (ur. 1976) Przyjazny Powiat Szydłowiecki | 7 maja 2024       | nadal       | 404        | 19 listopada 2018                                     | nadal             | 2400              | Mirów        | Szydłowiec   |